# Rémy Vogel
Rémy Vogel (Estrasburgo, 26 de noviembre de 1960-17 de octubre de 2016) fue un futbolista francés que jugaba en la demarcación de centrocampista.

## Selección nacional
Jugó un partido con la selección de fútbol de Francia. Hizo su aparición el 9 de septiembre de 1987 tras ser convocado por el seleccionador Henri Michel para la clasificación para la Eurocopa 1988. Jugó contra la Unión Soviética en un encuentro disputado en el Estadio Olímpico Luzhnikí que finalizó con un marcador de empate a uno tras los goles de José Touré para el combinado francés, y de Alekséi Mijailichenko para el combinado soviético.

## Clubes
| Club          | País    | Año       | Partidos | Goles |
| ------------- | ------- | --------- | -------- | ----- |
| RC Strasbourg | Francia | 1977-1987 | 266      | 9     |
| AS Monaco     | Francia | 1987-1990 | 82       | 0     |

## Palmarés

### Campeonatos nacionales
| Título  | Club          | País    | Año  |
| ------- | ------------- | ------- | ---- |
| Ligue 1 | RC Strasbourg | Francia | 1979 |
| Ligue 1 | AS Monaco     | Francia | 1988 |